# شانه‌برگ
شانه‌برگ (نام علمی: Polyctenium) نام یک سرده از خانواده شب‌بویان است.